# Andreas David Mordtmann
Andreas David Mordtmann, född den 11 februari 1811 i Hamburg, död den 30 december 1879, var en tysk orientalist.
Av ekonomiska skäl var den tidigt föräldralöse Mordtmann tvungen att avbryta sina studier redan under gymnasietiden. Han fíck sina första anställningar om lärare, innan Karl Sieveking förskaffade honom en post vid stadsbiblioteket. För sina kunskaper om Orienten promoverades han 1845 vid universitetet i Kiel till filosofie doktor. 
Redan samma år sändes Mordtmann som diplomat i Hansans tjänst till Konstantinopel. Som sådan var han verksam till 1859, då han trädde i turkisk tjänst. Under sin tid i Orienten ägnade sig Mordtmann även åt vetenskapliga studier. Sedan 1869 var han korresponderande ledamot  i kungliga bayerska vetenskapsakademien.